# Маскарина (Лоди)
Маскарина је насеље у Италији у округу Лоди, региону Ломбардија.
Према процени из 2011. у насељу је живело 22 становника. Насеље се налази на надморској висини од 77 м.